# Градус (ъгъл)
Вижте пояснителната страница за други значения на Градус.
Градусът (на латински: gradus – скално деление, стъпка, степен) е единица за измерване на равнинен (плосък) ъгъл, представляваща 1/360 от пълния кръг. Означава се с (°). Градусът е единица, която е извън международната система SI, но поради голямото ѝ практическо значение се допуска употребата ѝ едновременно с радиан (rad) – единицата за ъгъл от SI.

## История
Числото 360 вероятно е възприето от броя на дните в една година – в старите календари (напр. персийски, вавилонски) една година е равна на 360 дни. Приложението на това отмерване при ъглите вероятно е въведено от Талес, който популяризира геометрията сред гърците и е живял в Анадола (сега зап. Турция) сред хора, които са имали търговски връзки с Египет и Вавилон.
Означенията за градус (°) и за неговите подразделения минута (′) и секунда (′′) са единствените означения на единици за измерване, които се изписват непосредствено (без интервал) след числената стойност пред тях (пише се напр. 15° 30', а не 15 ° 30 ').
360 е число с много делители. Общо те са 24 (вкл. 1 и 360), както и всяко число от 1 до 10, без 7. Ако градусите трябваше да се делят и на 7, те трябваше да са 2520 в една окръжност, което е доста по-неудобно.

## Връзка между градус и радиан
Тъй като пълната окръжност е 2π rad,
- 2π rad = 360°,
- 1° = {\displaystyle {\frac {\pi }{180}}} rad ≈ 0,017453293 rad, а
- 1 rad ≈ 57,29578°.

## Подразделяне
При измерването на ъглите традиционно се използва шейсетичната система. По аналогия с делението на часа като интервал от време, градусът се дели на 60 минути (′), а минутата – на 60 секунди (″).
Минутата се нарича още дъгова минута или ъглова минута и е равна на 1/60 от градуса:
- 1′ = {\displaystyle {\frac {1^{\circ }}{60}}} ≈ 2,9088821 × 10−4 rad

Секундата се нарича още дъгова секунда, ъглова секунда или арксекунда и е равна на 1/3600 от градуса:
- 1″ = {\displaystyle {\frac {1^{\circ }}{3600}}} ≈ 4,8481368 × 10−6 rad